# Brotia citrina
Brotia citrina е вид коремоного от семейство Pachychilidae. Видът е световно застрашен, със статут Уязвим.

## Разпространение
Разпространен е в Тайланд.